# Léon Noël

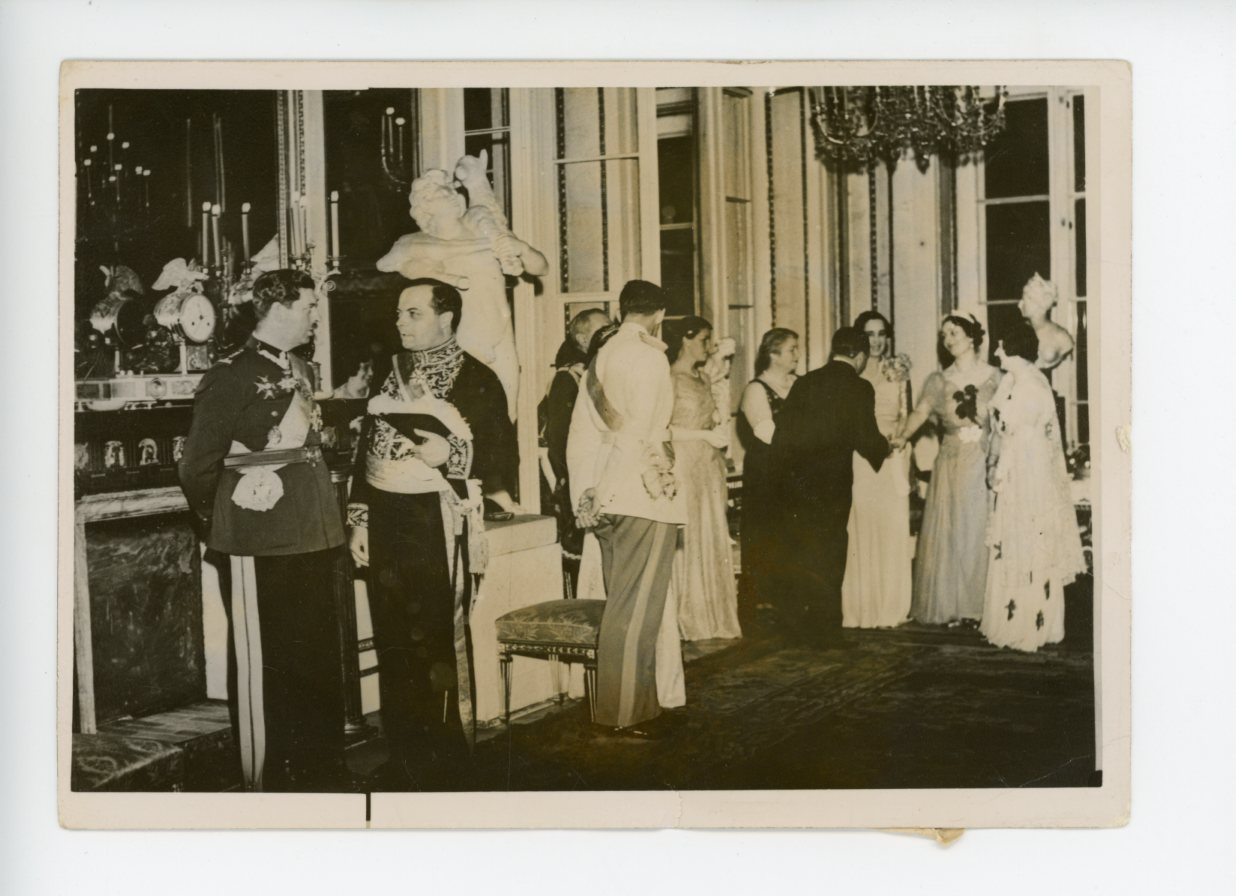
Ambasador Léon Noël și Carol al II-lea al României. Ambasada Franței la Varșovia

Léon Noël (n. 28 martie 1888, Paris, Île-de-France, Franța – d. 6 august 1987, Toucy, Bourgogne, Franța) a fost un diplomat francez, politician și eseist.

## Biografie
Fiul lui Jules Noël, consilier de Stat, și al lui Cécile Burchard-Bélaváry, Léon Noël studiază dreptul la Paris și devine doctor în drept în anul 1912. Înaltul Comisar al Republicii Franceze în Renania (1927-1930), Prefectul al Haut-Rhin (1930), consilier de Stat, Noël devine ministru plenipotențiar la Praga (1932-1935) iar apoi Ambasadorul Franței la Varșovia (1935-1940).
Reprezintă Minisetul francez al Afacerilor Externe în al doilea armistițiul de la Compiègne (22 iunie 1940). Zece zile după ce Mareșal Pétain îl numește Delegat General al teritoarelor ocupate (9 iulie 1940), demesionează și se alătură la Charles de Gaulle în 1943.
Membru al Academiei Franceze de Științe Morale și Politice începând din anul 1944, devine președintele acestuia în anul 1958. Membru al Parlamentului francez (RPF) (1951-1955), este primul președinte al Consiliului Constituțional din Franța între anii 1959 - 1965.

## Distincții
- Marea Cruce a Legiunea de onoare
- Marea Cruce a Ordinul Național de Merit (Franța)
- Marea Cruce a Ordinul Polonia Restituta
- Marea Cruce a Ordinul Leului Alb